# 雁金城 (越後国)
雁金城（かりがねじょう）は、新潟県上越市頸城区の雁金山にあった日本の城。別名を雁ヶ音城、花ヶ崎城ともいう。

## 概要
上杉謙信が本城である春日山城を守るために置いた大小約120の支城群の一つで、春日山城に狼煙を使って連絡をする最後の拠点であったとされている。また、花ヶ崎街道（越後府中から直峰城に通じる脇街道）を監視する要所にあり、敵の侵入を防ぐ上でも重要な城であった。上杉謙信逝去後の御館の乱の際には、上杉景勝方の武士が守っていた。
雁金城跡には本曲輪、二の曲輪、空堀、土塁、切岸の跡が残っている。

## 周辺
- 大池いこいの森